# 水星磁場
水星磁場近似於磁偶極（意思是這個磁場只有兩個磁極），這是值得注意，而且是全球性的，在水星。 依據水手10號太空船於1974年發現的資料，水星磁場的強度只有地球的1.1% 。磁場的起源可以用發電機原理來解釋，並且因為磁場是足夠強大，可以在附近形成弓形震波，減緩太陽風的速度，誘發磁層。

## 強度
磁場強度大約是地球的1.1%，在水星的赤道，磁場的相對強度大約是300nT。根據水手10號的資料，雖然相較於地球的磁場是非常的微弱（大約是1/100），這樣的磁場強度依然可以偏轉太陽風輻射的方向，誘發出磁層。因為水星磁場的微弱，相對於行星際磁場在軌道（近日點距離是0.307AU，遠日點距離0.467AU）的交互作用就比較強烈，例如，太陽風在水星軌道上的動力學壓力就三倍於地球的。水星的磁場比地球的微弱，可能是因為它的核心冷卻和凝固的比地球更冷和更快。科學家們已經發現水星的磁場比木星的天然衛星加利美德還要微弱。
在水手10號和信使號任務之間，水星磁場是否有很大程度的改變，仍然是個懸而未決的問題。J.E.P. Connerney和N.F. Ness在1988年回顧水手10號的磁場資料指出，在8篇不同的論文中，提出不下於了15種的不同數學模式，以球形簡諧分析水手10號兩次飛掠水星的資料，報告中的磁偶極矩中心範圍從136 － 350 nT-RM3 （nT是奈特斯拉， RM是水星的半徑2436公里）。此外，他們指出從獲得的弓形震波和磁層頂的位置估計，「偶極的範圍大約從200 nT-RM3 （羅素，1977）到大約400 nT-RM3 （Slavin和Holzer，1979b）」 。他們的結論是"缺乏與模型之間的一致性是因為可用觀測的空間分部受到基本上的限制"。安德森等人，2011，使用環繞水星軌道多次的高品質信使號資料 － 不是幾次的高速飛掠 － 發現磁偶極矩是195± 10 nT-RM3。

## 起源
發電機理論可以解釋磁場的起源；也就是，通過在核心外圍熔融的導電鐵水的對流。行星的核心是以沉降至質量中心的一個巨大鐵核，多年來尚未完全冷卻，外核也還沒有完全凝固，並繞著內部流轉著。在1974年發現之前，因為它的體積嬌小，認為在太陽系的演化過程中，水星的核心已經冷卻了。但仍有一些發電機理論無法解釋的，包括長達59天的自轉週期，使它不太可能生成磁場的困難。
因為它是由在內核內部熱的部分對流來驅動，所以這個發電機很可能比地球的微弱。在核與地函交界處的溫度梯度是近似絕熱的，因此液化的核心區域外圍是穩定的分出層次，發電機只在一定的深度中運作，產生強大的磁場。 由於行星緩慢的自轉，結果磁場主要是由快速波動與時俱進的小型元件產生。

## 磁極和磁性測量

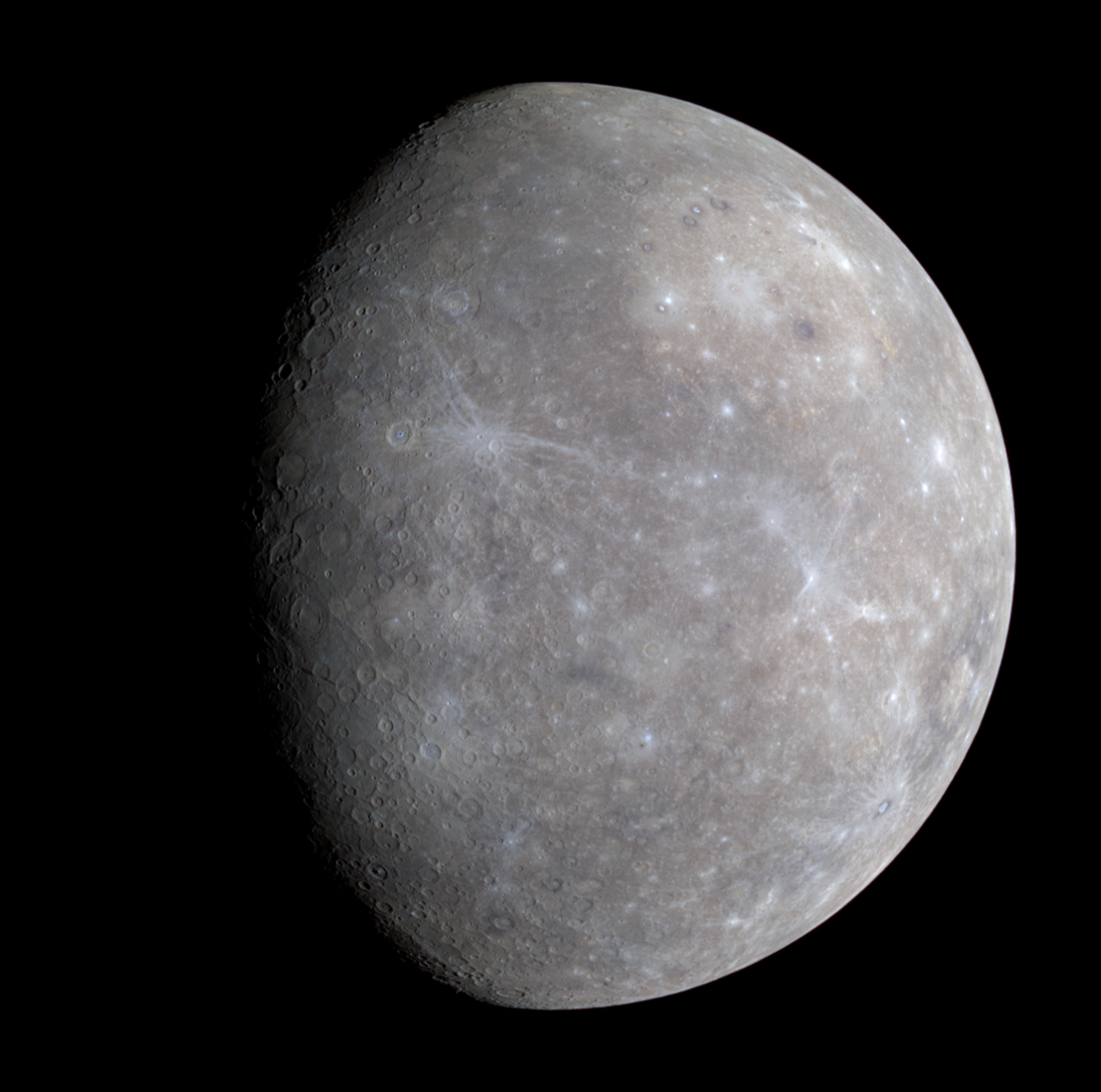
水星的磁場傾向於在赤道部分比水星的其它部分為強

像地球一樣，水星的磁場是傾斜的，意味著水星的磁極與地理的極點不在同一個位置或區域上。水星磁場在內部的南北不對稱的結果是，磁場線的幾何形狀在水星的南極和北極是不同的。特別是，在南極附近磁場的"極冠"場線開放至行星際空間的量大得多。這在幾何上意味著南極地區比北極更曝露在帶電粒子的加熱和太陽風-磁層的交互作用。四極矩和偶極矩力的傾斜完全不受到約束。
已經有各種不同的方法量度過水星的磁場。一般情況下，當依據磁場的大小和形狀 (~150–200 nT R3) 估計，推斷等效的內部偶極矩是較小的。最近，地基的雷達測量出水星的自轉有著輕微的搖擺運動，解釋水星的核心至少有一部分還是熔融的。言下之意，鐵"雪"有助於維持磁場。信使號太空船將使用靈敏的磁力儀收集超過5億筆對水星磁場測量的資料。

## 發現

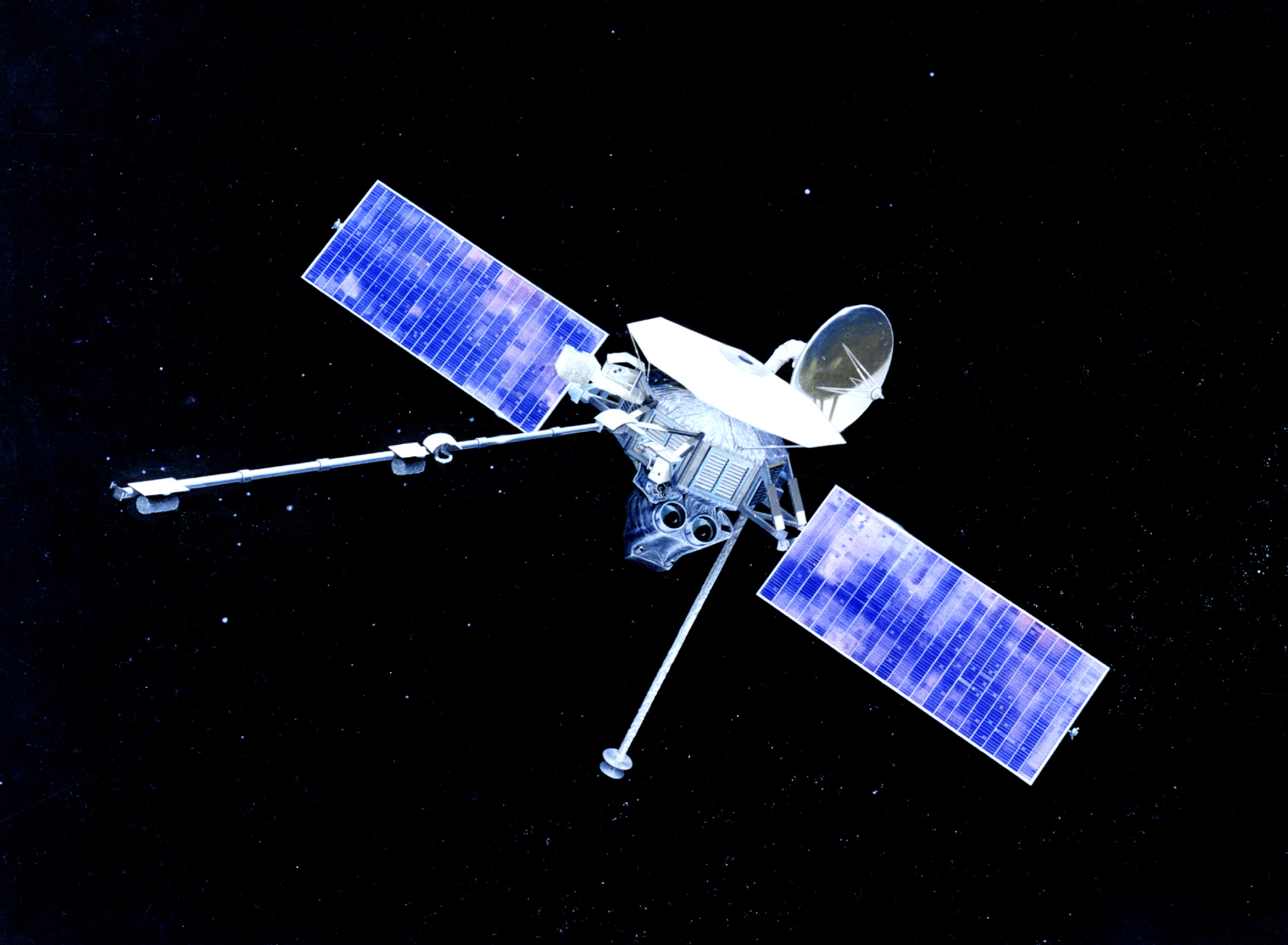
來自水手10號的資料，導致水星磁場的發現

在1974年以前，水星由於相對較小的直徑和缺乏大氣層，被認為不生成磁場。然而，當水手10號飛掠過水星時（大約在1974年4月），它檢測到了總規模約為地磁場1/100的磁場。但是這些經過在磁場本質的大小、它的方向和它的調和結構只提供了微弱的拘束力，部分是因為缺乏對太陽風密度和速度的觀察。由此一發現，水星的磁場受到大量的關注，主要是因為水星的體積小和長達59天的自轉週期。
關於磁場的起源，目前認為是來自發電機機制，雖然這是否負責磁場尚未得到很好的說明。

## 場特徵

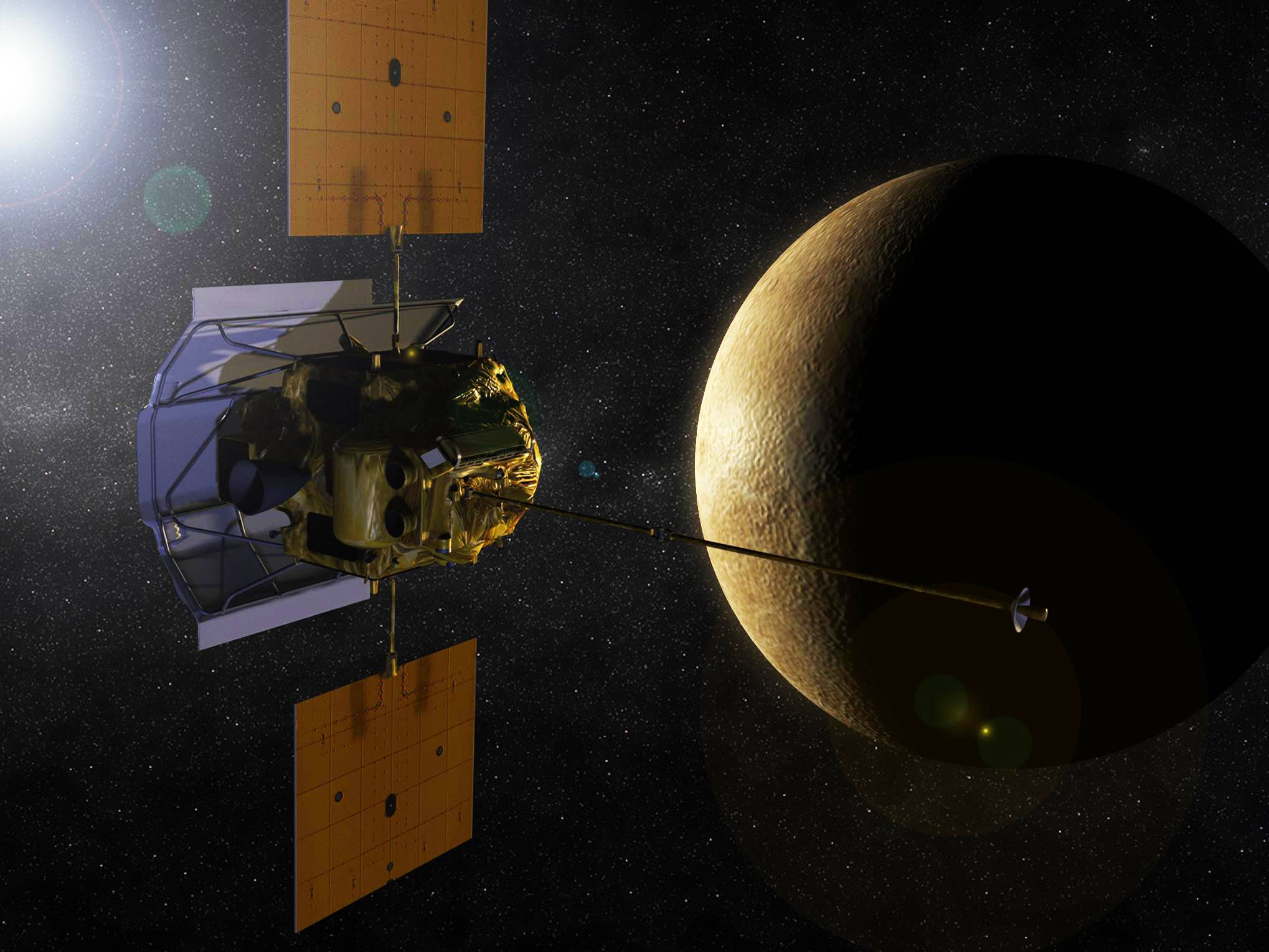
信使號太空船指出水星的磁場要為幾個磁”龍捲風”負責 －－與行星際空間的磁場糾纏在一起－－ 有些的寬度達到800公里，或是行星總直徑的1/3

科學家指出水星的磁常有著極度的"滲漏"，因為信使號在2008年10月6日第二次飛越水星時遇到磁龍捲風，它們可能在充填大氣層（或是天文學家所謂的「散逸層」）。當水手10號在1974年再度飛越水星時，在進入和離開磁層頂時，測量到弓形激波的訊號，並且磁氣層的空腔大約比地球小了20倍，當信使號接近時，所有都被推測為衰減。即使場的強度剛超越地球的1%，水手10號檢測到的這個值讓一些科學家認為水星的核心仍是或至少部分仍是液體，且可能具有鐵和其它金屬。